# Isla Lisy
La isla Lisy (en ruso: Лисий остров, que quiere decir: "isla del Zorro") es una pequeña isla deshabitada cerca de la ciudad de Najodka, una ciudad en la bahía del mismo nombre parte del mar de Japón, en las coordenadas geográficas 42°45′00″N 132°54′00″E / 42.75000, 132.90000.
La isla Lisy protege a la bahía (la parte oeste del golfo, especialmente) del impacto las olas del mar abierto.
Lisy está cerca de un kilómetro del Puerto Petrolero de Najodka. Posee una superficie estimada en 55 hectáreas (o bien 0,55 km), su punto más alto se encuentra a 123,4 metros.